# Тажудінов Ахмед Магомедович
Ахме́д Магоме́дович Тажуді́нов (рос. Ахмед Магомедович Тажудинов; нар. 25 січня 2003, Гергебіль, Гергебільський район, Дагестан, Росія) — бахрейнський борець вільного стилю аварського походження, чемпіон світу, дворазовий чемпіон Азії, чемпіон Азійських ігор, чемпіон Олімпійських ігор.

## Життєпис
Народився у дагестанському селі Гергебіль. У боротьбу пішов у шість років слідом за своїми братами. Його першим тренером став Гусейн Гамзатов. У 16 років Тажудінов, його брати та тренер переїхали до Махачкали. Ахмед вступив до місцевого Політехнічного коледжу. Гамзатов передав своїх підопічних Шамілю Омарову, тренеру Абдулрашида Садулаєва, під керівництвом якого Ахмед ставав призером республіканських змагань та Всеросійських турнірів.
12 січня 2021 року Ахмед виграв першість Дагестану серед юнаків 2003—2005 років народження. Через рік 19-річний борець переміг на юнацькому чемпіонаті Дагестану.
У 2022 році піднявся до вагової категорії до 97 кг. 23 лютого 2022 року Тажудінов виступив на дорослій першості республіки, здолав Сулеймана Омарова і став чемпіоном. У березні борець дістався фіналу чемпіонату Росії U-21, але програв Абдуллі Курбанову.
У травні 2022 року Тажудінов на першому турнірі Ліги Піддубного в головному бою здолав чемпіона Європи та призера світових змагань Аліхана Жабраїлова.
31 жовтня 2022 року Ахмед став майстром спорту. Восени 2022 року Тажудінов отримав пропозицію виступати за збірну Бахрейну та прийняв її.
У листопаді 2022 року Ахмед у складі збірної Бахрейну переміг на арабському чемпіонаті, що проходив у Єгипті.
13 квітня 2023 року дагестанський спортсмен здолав китайця Хабілу Авусаймана у фіналі на чемпіонаті Азії.
Того ж року Тажудінов став чемпіоном світу. На шляху до фіналу він переміг олімпійського чемпіона 2016 року Кайла Снайдера з рахунком 10:0 та дворазового олімпійського чемпіона Абдулрашида Садулаєва (9:2). У фіналі здолав представника Азербайджану Магомедхана Магомедова з рахунком 8:1.
Також 20-річний спортсмен відібрався на Олімпіаду 2024 року у Парижі, де став олімпійським чемпіоном у статусі фаворита. У фіналі Тажудінов тушував представника Грузії Гіві Мачарашвілі.

## Державні нагороди
Після Паризької Олімпіади король Бахрейну Хамад ібн Іса аль-Халіфа вручив Тажудінову державну нагороду найвищого ступеня медаль «За заслуги» першого ступеня та заохотив грошовою премією.

## Спортивні результати на міжнародних змаганнях

### Виступи на Олімпіадах
| Змагання                    | Збірна  | Вагова категорія          | Місце  |
| --------------------------- | ------- | ------------------------- | ------ |
| Літні Олімпійські ігри 2024 | Бахрейн | вільна боротьба, до 97 кг | Золото |

### Виступи на Чемпіонатах світу
| Змагання                        | Збірна  | Вагова категорія          | Місце  |
| ------------------------------- | ------- | ------------------------- | ------ |
| Чемпіонат світу з боротьби 2023 | Бахрейн | вільна боротьба, до 97 кг | Золото |

### Виступи на Чемпіонатах Азії
| Змагання                       | Збірна  | Вагова категорія          | Місце  |
| ------------------------------ | ------- | ------------------------- | ------ |
| Чемпіонат Азії з боротьби 2023 | Бахрейн | вільна боротьба, до 97 кг | Золото |
| Чемпіонат Азії з боротьби 2024 | Бахрейн | вільна боротьба, до 97 кг | Золото |

### Виступи на Азійських іграх
| Змагання           | Збірна  | Вагова категорія          | Місце  |
| ------------------ | ------- | ------------------------- | ------ |
| Азійські ігри 2022 | Бахрейн | вільна боротьба, до 97 кг | Золото |

### Виступи на інших змаганнях
| Змагання                                    | Збірна  | Вагова категорія           | Місце  |
| ------------------------------------------- | ------- | -------------------------- | ------ |
| Міжнародний турнір Дінмухамеда Кунаєва 2022 | Бахрейн | вільна боротьба, до 97 кг  | Золото |
| Арабський чемпіонат з боротьби 2022         | Бахрейн | вільна боротьба, до 125 кг | Золото |
| Турнір Ібрагіма Мустафи 2023                | Бахрейн | вільна боротьба, до 97 кг  | 7      |
| Турнір К. У. Кожомкула і Р. Санатбаєва 2023 | Бахрейн | вільна боротьба, до 97 кг  | Золото |
| Турнір Дана Колова — Николи Петрова 2024    | Бахрейн | вільна боротьба, до 97 кг  | Золото |